# エリザベート＝アレクサンドリーヌ・ド・ブルボン

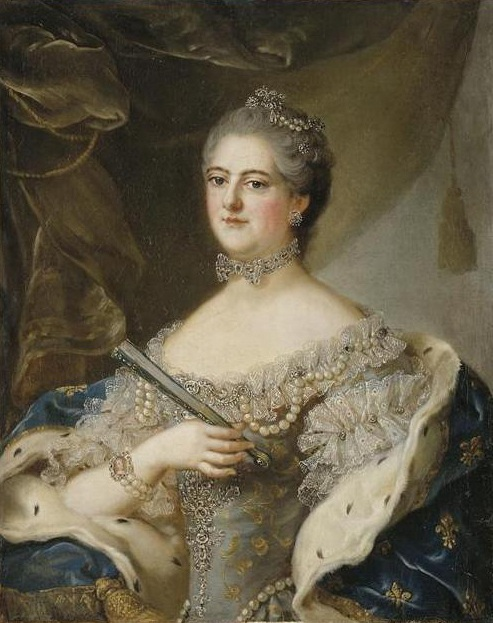
右手首に細密肖像画のブレスレットを付け、フルール・ド・リス柄のマンティラを羽織ったサンス姫、ジャン＝マルク・ナティエ画、ヴェルサイユ宮殿美術館蔵

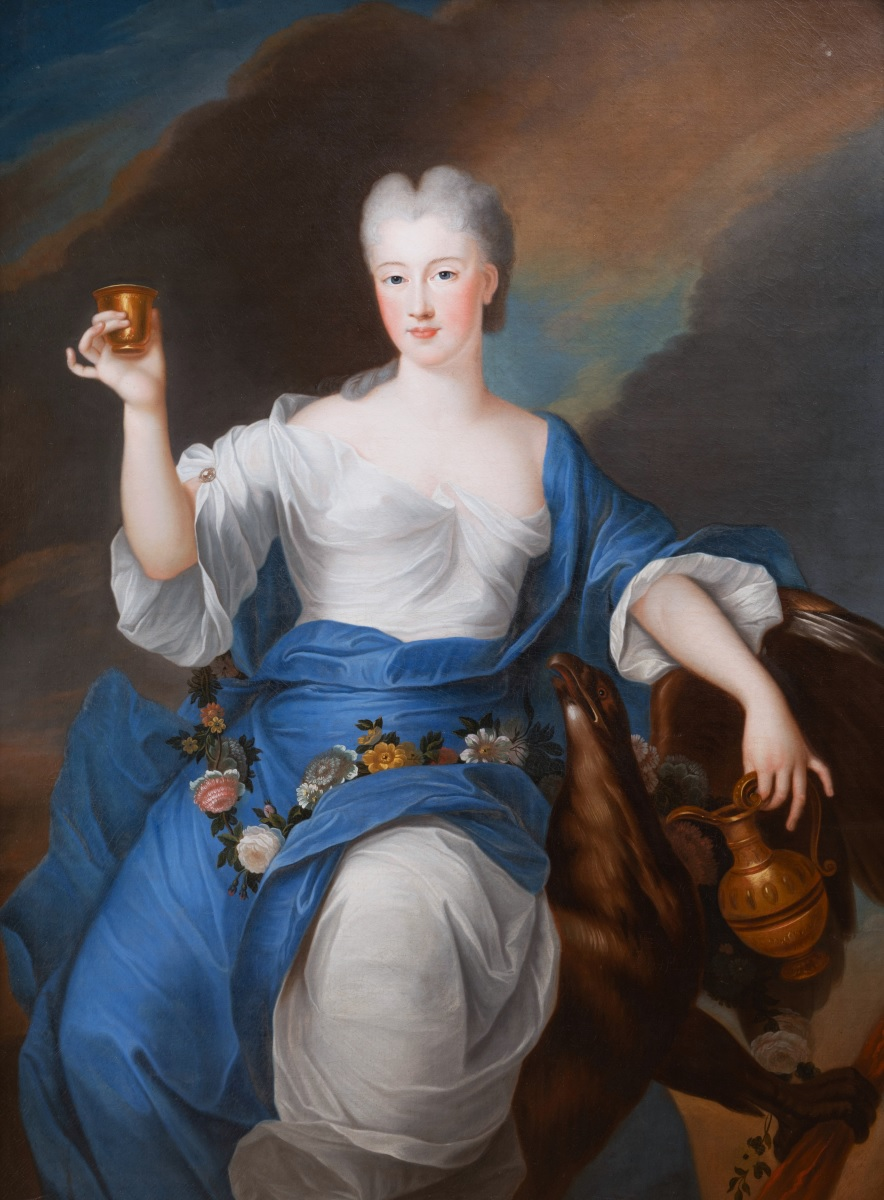
ヘーベーに扮するサンス姫、ピエール・ゴベール画、1730年頃、個人蔵

エリザベート＝テレーズ＝アレクサンドリーヌ・ド・ブルボン（Élisabeth-Thérèse-Alexandrine de Bourbon, 1705年9月5日 オテル・ド・コンデ - 1765年4月15日 パリ）は、ブルボン朝時代フランスの女性王族、血統内親王。

## 生涯
コンデ公ルイ3世と妻ルイーズ・フランソワーズ・ド・ブルボン（ナント姫）の間の第8子・六女。母はルイ14世王とモンテスパン夫人の間の非嫡出子の1人。1708年10月8日パリのサン＝シュルピス教会で洗礼を受け、次姉のコンデ姫ルイーズ・エリザベート及び母方叔父のトゥールーズ伯爵に因みエリザベート＝テレーズ＝アレクサンドリーヌの洗礼名を与えられた。誕生時、ジェクス姫（Mademoiselle de Gex）の称号を与えられたが、その後、三姉ルイーズ＝アンヌがシャロレー姫の称号を得た際に使わなくなったサンス姫（Mademoiselle de Sens）を引き継ぎ、生涯この称号で知られた。
従兄のオルレアン公ルイの花嫁候補になったが、公の母親でエリザベート＝アレクサンドリーヌの叔母である高慢なオルレアン公未亡人フランソワーズが、より条件のよい花嫁を求めて縁談を破談にした。
1725年、フランスの首席大臣を務めていた長兄のブルボン公ルイ・アンリが、ルイ15世王の花嫁探しをしていた際、エリザベート＝アレクサンドリーヌは2歳年上の五姉ヴェルマンドワ姫アンリエット＝ルイーズと共に、幼い王のお妃候補に名を連ねた。99名の候補リストから17名、さらに4名と候補が絞られたが、彼女と姉はアン及びアミーリアのイギリス王女姉妹とともに、4人の候補に残留した。そしてイギリス王女姉妹が宗派の違いを理由に候補から除外されると、エリザベート＝アレクサンドリーヌとアンリエット＝ルイーズの姉妹だけが候補に残った。ブルボン公は2人の妹のうちアンリエット＝ルイーズの方が容姿が優れていると見なし、彼女を花嫁に推薦した。最終的には、アンリエット＝ルイーズの花嫁案は退けられて、17名時点での候補リストからポーランド人のマリー・レクザンスカが選び直され、王妃となった。エリザベート＝アレクサンドリーヌは他の姉妹の多くと同様、生涯独身を通した。
エリザベート＝アレクサンドリーヌは生涯重要な政治的役割を担うことは無かったが、次姉のコンティ公妃ルイーズ＝エリザベートと同じく、ルイ15世王の最も有名な愛妾ポンパドゥール夫人とは親しい友人関係にあった。
エリザベート＝アレクサンドリーヌは、三姉ルイーズ＝アンヌと同様に資産家として知られ、多くの所領や首都郊外の城館を所有していた。1734年、パリ市街のオテル・ド・ノワールムティエを購入したが、同館の周囲の多くの地所も買い取って敷地を拡張したため、同館の資産価値は大幅に上がった。1744年、ヴィルジェニス及びイニーの所領及び領主権を買い取り、1755年には43万リーヴルの巨費をつぎ込みヴィルジェニス城を大幅に改装した。このリフォーム費用を捻出するため、コンデ家の先祖の埋葬地でもあったブルゴーニュ地方の所領ヴァルリーの所領及び領主権を、ジャック・コルディエ・ド・ローネー（Jacques Cordier de Launay）に28万リーヴルで売却している。彼女はまたヴェルサイユ宮殿内の自分のアパルトマンに、アレクサンドル＝フランソワ・デポルトの手になる複数の特大サイズの絵画を購入し、飾っている。
エリザベート＝アレクサンドリーヌは、1743年に死去した従妹のデュ・メーヌ姫ルイーズ＝フランソワーズ・ド・ブルボンから相続した高額な年金受給資格を元手に莫大な資産を形成した。1765年に59歳で亡くなり、何人かのきょうだいの眠るフォーブール・サン＝ジャックのカルメル修道院に葬られた。遺産はすべて甥のコンデ公ルイ・ジョゼフに譲られた。

## 引用・脚注
1. ↑  Edmond et Jules de Goncourt: La duchesse de Châteauroux et ses soeurs, Paris, 1906